# Sarah Bernhardt (Comic)
Sarah Bernhardt ist das 49. Album der Comicserie Lucky Luke. Es wurde von Morris gezeichnet und von Xavier Fauche und Jean Léturgie getextet und erschien erstmals 1982. In dieser Geschichte begleitet Lucky Luke die Schauspielerin Sarah Bernhardt auf ihrer ersten Tournee 1880 durch die Vereinigten Staaten.

## Handlung
Präsident Rutherford B. Hayes beauftragt Lucky Luke persönlich, den französischen Schauspiel-Star Sarah Bernhardt auf ihrer ersten US-Tournee zu ihrer Sicherheit zu begleiten. Auf ihrer Tournee geschehen unerklärliche Dinge: Ihr Personenwagen wird vom Zug abgehängt, Nahrungsmittel gestohlen oder ein Raddampfer auf dem Mississippi zum Kentern gebracht. Trotzdem gelingt Sarah Bernhardt ein fulminanter Auftritt nach dem anderen. Nach einem Indianerüberfall kommt heraus, dass der mitreisende George die als Mann verkleidete Gattin des Präsidenten Hayes ist. Sie sabotierte die Tour, da sie Bernhardt für eine unmoralische Person hielt. Sarah Bernhardt kann die Indianer ablenken, während die Gattin die übrigen Gefangenen befreien kann, was einen positiven Eindruck auf sie macht. Nach einem Gesangsauftritt im Indianer-Tipi gehört die ehemals kritische Gattin nun zu den zahlreichen Bewunderern der Schauspielerin.

## Veröffentlichung
Die Geschichte wurde in Albenform erstmals 1982 bei Dargaud veröffentlicht, und 1983 auf Deutsch bei Ehapa als Band 35 der Serie.
Die Geschichte wurde 1991 für die Lucky Luke-Zeichentrickserie verfilmt.